# 小松醇郎
小松醇郎（こまつ あつお、1909年3月21日 - 1993年6月11日）は、日本の数学者。

## 略歴
東京府生まれ、長野県育ち。父は教育者の小松武平、兄は哲学者の小松摂郎。長野県立諏訪中学校（現：長野県諏訪清陵高等学校）卒、旧制松本高等学校（現：信州大学人文学部・理学部）卒、1932年東京帝国大学理学部数学科卒、1941年「複体の変換論」で大阪帝大理学博士。大阪帝国大学助教授をへて、京都大学理学部教授、1973年定年退官、名誉教授となる。専門は位相幾何学。

## 著書
- 『位相数学』弘文堂 1942
- 『位相空間論』岩波書店 1947
- 『初等位相幾何学』壮文社 1948
- 『球面の幾何』創元社 1949
- 『いろいろな幾何学』1977 岩波新書
- 『幕末・明治初期数学者群像』吉岡書店 1990-91

### 共著
- 『理工科系代数学と幾何学 大学教養新課程』永田雅宜共著 共立出版 1966
- 『位相幾何学 第1』中岡稔,菅原正博共著 岩波書店 現代数学 1967
- 『ベクトル空間入門』菅原正博共著 朝倉書店(基礎数学シリーズ 1974
- 『線形代数要論』水野克彦共著 共立出版(大学教科)　1976
- 『線形代数概説』柳生等和共著 共立出版(大学教科)　1976